# Antonio Dugnani
Antonio kardinal Dugnani, italijanski rimskokatoliški duhovnik, škof in kardinal, * 18. junij 1748, Milano, † 17. oktober 1818, Rim.

## Življenjepis
21. septembra 1771 je prejel duhovniško posvečenje.
11. aprila 1785 je bil imenovan za naslovnega nadškofa Rodusa in 11. junija istega leta je prejel škofovsko posvečenje.
Med 14. junijem 1785 in 31. majem 1791 je bil apostolski nuncij v Franciji.
21. februarja 1794 je bil povzdignjen v kardinala in imenovan za kardinal-duhovnika S. Giovanni a Porta Latina; pozneje (23. decembra 1801) pa še za S. Prassede.
3. avgusta 1807 je bil imenovan za kardinal-škofa Albana in 8. marca 1816 še za škofa Porta e Santa Rufine.
16. maja 1817 je bil imenovan za prefekta Papeške signature.